# Jdànivka
Jdànivka (ucraïnès: Жданівка, rus: Ждановка, Jdànovka) és una ciutat de l'óblast de Donetsk d'Ucraïna, situada a la zona separatista de l'anomenada República Popular de Donetsk des de setembre del 2014. Al voltant del 2013, la seva població era de més de 12.300 habitants.